# Porcellio olivieri
Porcellio olivieri is een pissebed uit de familie Porcellionidae. De wetenschappelijke naam van de soort is voor het eerst geldig gepubliceerd in 1825 door Audouin.